# Lachlan Morton
Lachlan David Morton (Port Macquarie, 2 de outubro de 1992) é um ciclista profissional australiano que actualmente corre para a equipa Dimension Data.
Depois da temporada 2014 na que seu rendimento abrandou por causas motivacionais, meditou a retirada profissional. A figura do seu irmão ciclista Angus Morton jogou um papel finque em motivar-lhe para continuar no mundo do ciclismo profissional. Em volta de redescobrir a sua paixão pelo ciclismo, decidiu juntar-se nas fileiras da equipa Jelly Belly Cycling que prometia a Morton um dos seus sonhos, poder compartilhar equipa com o seu irmão, o qual se enrolará na equipa estadounidense em 2015.
Para além do profissionalismo, ambos irmãos têm realizado uma série de documentários baseados em aventuras sobre a bicicleta titulados Thereabouts, sendo a viagem de Port Macquaire a Uluru, o primeiro episódio.

## Palmarés
2013
- 1 etapa da Volta a Utah

2016
- Volta a Gila, mais 1 etapa
- Volta a Utah, mais 2 etapas
- 1 etapa da Volta a Hokkaido

## Resultados nas Grandes Voltas
Durante sua carreira desportiva tem conseguido os seguintes postos nas Grandes Voltas. 
| Corrida         | 2011 | 2012 | 2013 | 2014 | 2015 | 2016 | 2017 | 2018 |
| --------------- | ---- | ---- | ---- | ---- | ---- | ---- | ---- | ---- |
| Giro de Itália  | -    | -    | -    | -    | -    | -    | -    | -    |
| Tour de France  | -    | -    | -    | -    | -    | -    | -    | -    |
| Volta a Espanha | -    | -    | -    | -    | -    | -    | 90º  | -    |

-: não participa 
Ab.: abandono

 

## Equipas
- Chipotle Development Team (2011-2012)[2]
- Garmin (2012-2014)
  - Garmin-Sharp (2012)[3]
  - Garmin Sharp (2013-2014)
- Jelly Belly Cycling (2015-2016)
- Dimension Data (2017-)